# Jānis Timofejevs
Jānis Timofejevs (ur. 13 marca 1987 w Rydze) – łotewski wioślarz.

## Osiągnięcia
- Mistrzostwa Świata Juniorów – Banyoles 2004 – jedynka – 13. miejsce[1].
- Mistrzostwa Świata Juniorów – Brandenburg 2005 – jedynka – 4. miejsce[1].
- Mistrzostwa Świata U-23 – Hazewinkel 2006 – czwórka podwójna – 10. miejsce[1].
- Mistrzostwa Świata U-23 – Glasgow 2007 – jedynka – 9. miejsce[1].
- Mistrzostwa Europy – Poznań 2007 – dwójka podwójna – 10. miejsce[1].
- Mistrzostwa Świata U-23 – Račice 2009 – czwórka podwójna – 7. miejsce[1].
- Mistrzostwa Europy – Montemor-o-Velho 2010 – jedynka – 15. miejsce[1].